# Regió d'Imerècia
Imerècia (en georgià იმერეთი, Imereti) és una regió (Mkhare) de Geòrgia, situada a la vall mitjana i alta del riu Rioni i que ocupa la major part de l'antic Regne d'Imerècia. Es divideix en les següents unitats:
1. Kutaisi (ciutat)
2. Baghdati
3. Vani
4. Zestapon
5. Terjola
6. Samtrèdia
7. Sachkhere
8. Tkibuli
9. Chiatura
10. Tskhaltubo
11. Kharagauli
12. Khoni